# 2016年の経済
2016年の経済（2016ねんのけいざい）では、2016年の経済分野に関する出来事について記述する。

## できごと

### 1月
- 1日 - アサヒビールやアサヒ飲料などの持株会社、アサヒグループホールディングスが飲料・食品事業を再編。飲料事業では、旧法人のカルピス株式会社が「カルピスフーズサービス」に社名を変更し、アサヒ飲料の子会社として新法人のカルピス株式会社を設立。食品事業では、アサヒフードアンドヘルスケアと和光堂、天野実業の3社の販売事業会社として、アサヒグループ食品を新たに設立。
- 4日 - 東京株式市場取引初日（大発会）で日経平均582円安、大発会では2008年に次いで戦後2番目の下げ幅となる[1]。
- 5日 - 米ドル/カナダドルが12年5か月ぶりの米ドル高、1.4020カナダドルになった[2]。
- 6日 -  日本の資源エネルギー庁はガソリン小売価格が6年7か月ぶりの安値120.4円と発表した[3]。
- 7日
  - 中国人民銀行は12月末の外貨準備高が前月比1079億ドル減と発表した。減少幅は過去最大[4]。
  - ドル/人民元が4年10か月ぶりのドル高、6.5646元になった[5]。
  - ポンド/ドルが5年7か月ぶりのドル高、1.4561ドルになった[6]。
  -  アメリカ合衆国原油(WTI)先物が12年ぶりの安値、32.10ドルになった[7]。
  - ブレント原油先物が12年ぶりの安値、32.16ドルになった[8]。
  -  日本の厚生労働省は11月の実質賃金(速報値)が前年比0.4％減と発表した[9]。
  - 上海、深圳の両証券取引所はサーキットブレーカー制度を8日から停止すると発表した[10]。
- 11日 - 南アフリカ・ランド/ドルが過去最高のドル高になった[11]。
- 12日 -  アメリカ合衆国原油(WTI)先物が12年ぶりの安値、29.93ドルになった[12]。
- 14日
  - ブレント原油先物が12年ぶりの安値、29.73ドルになった[13]。
  -  日本の長期金利が過去最低の、0.190%になった。これまでの最低は2015年1月7日の0.265％[12]。
  -  インドネシアの中央銀行が政策金利(BIレート)を0.25%引き下げ、7.25%とした[14]。
  -  日本の資源エネルギー庁はガソリン小売価格が6年8か月ぶりの安値、118.9円と発表した[15]。
  - ポンド/ドルが5年8か月ぶりのドル高、1.4337ドルになった[16]。
- 19日 -  中国の国家統計局は2015年の国内総生産が前年比6.9%増と発表した[17]。
- 21日
  - ポンド/ドルが6年10か月ぶりのドル高、1.4085ドルになった[18]。
  - ブレント原油先物が12年ぶりの安値、27.54ドルになった[19]。
- 25日 -  ロシアの連邦国家統計局は2015年の実質国内総生産が前年比3.7％減と発表した。6年ぶりの低水準[20]。
- 26日 -  アメリカ合衆国大手自動車メーカーフォード・モーターは、日本法人が請け負う日本国内での輸入や販売・製品開発といった全ての事業から年内に撤退する方針を表明[21]。
- 27日 - トヨタ自動車が国内軽自動車大手のスズキとの提携を検討していることと、子会社である国内軽自動車大手のダイハツ工業の完全子会社化を検討していることが分かった[22]。2日後の29日に、記者会見を開き8月1日付で、トヨタはダイハツを完全子会社化することを発表[23]。
- 28日
  -  南アフリカ共和国の中央銀行が政策金利を0.5%引き上げ、6.75%とした[24]。
  - ドイツ銀行は2015年決算が過去最大の赤字、68億ユーロと発表した[25]。
- 29日
  - 日本銀行が金融政策決定会合を開き金融機関から預かっている当座預金の一部につけている金利を0.1％から-0.1％に引き下げる「マイナス金利」の導入を決定｡[26]。
  -  日本の長期金利が過去最低の、0.09%になった。これまでの最低は14日の0.190％[24]。
  -  日本の総務省は12月の実質消費支出が前年比4.4%減と発表した[27]。
  -  中華民国の行政院主計総処は2015年の実質域内総生産(速報値)が前年比0.85％増と発表した。6年ぶりの低水準[28]。
- 30日 - 共に北海道の道南地区に本店を置く江差信用金庫と函館信用金庫が、2017年1月をめどに合併することで合意したと発表[29]。

### 2月
- 1日 - 鉄鋼日本国内最大手の新日鉄住金が、業界4位の日新製鋼を2017年3月をメドに買収し子会社化することを発表[30]。なお、この合併により、日本国内の鉄鋼メーカーは新日鉄住金、業界2位のJFEホールディングス、業界3位の神戸製鋼所の3社に集約される。
- 2日
  -  アメリカ合衆国米司法省と消費者金融保護局はトヨタ米金融子会社が人種差別的なローンの金利にしていたことが明らかになり、2190万ドル（約26億円）の支払いに合意[31]。
  - 日銀は1月末の資金供給量が過去最高の358.8兆円となったと発表した[32]。
- 3日 - ファミリーマートとサークルKサンクスを傘下に持つユニーグループ・ホールディングスは9月1日付で経営統合し、持ち株会社「ユニー・ファミリーマートホールディングス」を発足することとコンビニエンス事業の屋号を「ファミリーマート」に一本化することを発表[33]。
- 4日
  -  ドイツの連邦統計局は2015年の実質賃金が前年比2.5％増と発表した[34]。
  - 経営再建中の家電メーカー・シャープが、日本政府が出資する官民ファンドの産業革新機構と台湾企業の鴻海（ホンハイ）精密工業の両団体が提案している支援策について、鴻海と優先的に交渉することを発表。なお、産業革新機構との交渉も継続した上で、1カ月後をめどにいずれかと最終契約を結ぶ方針[35]。
- 5日
  -  日本の長期金利が過去最低の0.020%になった[36]。
  -  インドネシアの統計局は2015年の実質国内総生産が前年比4.79%増と発表した。6年ぶりの低水準[37]。
- 8日 -  日本の厚生労働省は2015年の実質賃金が前年比0.1％減と発表した[38]。
- 9日 -  日本の長期金利が過去最低の、マイナス0.035%になった。 スイスでは2015年1月16日に長期金利がマイナスになっている[39]。
- 11日
  -  スウェーデンの中央銀行が政策金利(レポ金利)を0.15%引き下げ、マイナス0.5%とした[40]。
  - ユーロ/円が2年8か月ぶりのユーロ安、125円79銭になった[41]。
- 12日 - 山崎製パンが、子会社のヤマザキナビスコでの「ナビスコ」ブランドのライセンス契約を2016年8月31日をもって終了し、翌9月1日付で社名を「ヤマザキビスケット株式会社」に変更すると発表[42]。これに伴い、ヤマザキによるリッツ（Ritz）、オレオ、プレミアム等の製造は2016年8月で終了するが[43]、チップスターなど自社ブランド製品の製造販売はヤマザキビスケットで継続され、9月からオレオとリッツ、プレミアムはナビスコブランドを持つモンデリーズ・インターナショナルの日本法人で、「クロレッツ」や「リカルデント」などを販売するモンデリーズ・ジャパンが国内販売を引き継ぐ。
- 16日 -  日本の総務省は2015年の実質消費支出が前年比2.7%減と発表した[44]。
- 18日 -  インドネシアの中央銀行が政策金利(BIレート)を0.25%引き下げ、7%とした[45]。
- 24日
  - ユーロ/円が2年10か月ぶりのユーロ安、123円04銭になった[46]。
  -  日本の資源エネルギー庁はガソリン小売価格が6年11か月ぶりの安値、113円と発表した[47]。
- 25日
  - 経営再建中の家電メーカー・シャープが臨時取締役会において、台湾の鴻海精密工業の支援を受けることで決定。シャープは台湾の鴻海精密工業の傘下に入り経営再建を目指す[48]。
  - 北海道のコンビニエンスストア大手・セイコーマートは、2016年4月1日付で「株式会社セコマ」に商号変更することを発表。なお、店の看板などのブランド名は通常通り「セイコーマート」のまま[49]。
- 26日
  - 福岡銀行、親和銀行、熊本銀行を傘下に置く九州最大の地方銀行グループ・ふくおかフィナンシャルグループと長崎県の十八銀行が経営統合することを目指して協議していくことで基本合意。2017年4月をめどに株式交換方式で100％子会社化し、十八銀行がFFG傘下に加入する形で経営統合する方針で、2018年4月をめどに同じ長崎県内を地盤とする親和銀行と十八銀行が合併する予定[50]。
  -  ベネズエラの外貨準備高が17年ぶりの低水準、136億ドルとなった[51]。
  -  日本の長期金利が過去最低のマイナス0.075%になった[52]。
- 29日 - ポンド/ドルが2009年3月以来のポンド安、1.3840ドルになった[53]。

### 3月
- 1日 -  日本の総務省は1月の実質消費支出が前年比3.1%減と発表した[54]。
- 2日 - 日銀は2月末の資金供給量が過去最高の358.8兆円となったと発表した[55]。
- 3日 - みずほフィナンシャルグループと第一生命は、系列の資産運用会社4社を統合し、10月1日付で新会社を発足させると発表。統合するのはDIAMアセットマネジメント、みずほ投信投資顧問、新光投信、みずほ信託銀行の資産運用部門。新社名は「アセットマネジメントOne」。運用残高は54兆円となり、アジア最大の規模となる[56]。
- 4日 -  日本の厚生労働省は1月の実質賃金が前年比0.4％増と発表した[57]。
- 7日 -  日本の内閣府は2015年10-12月期のGDPギャップがマイナス1.6%と発表した[58]。
- 8日
  -  日本の長期金利が過去最低のマイナス0.1%になった[59]。
  -  日本の内閣府は2015年10-12月期の実質GDPが年率マイナス1.1%と発表した[60]。
  -  日本の財務省は1月の経常収支が5208億円の黒字と発表した[61]。
- 9日 -  日本の資源エネルギー庁はガソリン小売価格が7年ぶりの安値、112円と発表した[62]。
- 10日 -  ニュージーランドの中央銀行が政策金利を0.25%引き下げ、過去最低の2.25%とした[63]。
- 11日 - 日本生命保険（日生）が三井生命保険を子会社化した上で、経営統合[64]。なお、日生・三井ともに屋号に変更はなし。
- 17日
  -  インドネシアの中央銀行が政策金利(BIレート)を0.25%引き下げ、6.75%とした[65]。
  -  ノルウェーの中央銀行が政策金利を0.25%引き下げ、0.5%とした[66]。
- 18日
  -  ニュージーランドの中央銀行が政策金利(レポ金利)を0.25%引き上げ、7%とした[67]。
  -  日本の長期金利が過去最低のマイナス0.135%になった[68]。
  - 日銀は オーストラリアの中央銀行と200億豪ドル/1.6兆億円規模の二国間通貨スワップ協定を締結したと発表した[69]。
- 22日 - ハンガリー国立銀行が翌日物預金金利を-0.05%とし、マイナス金利政策を導入[70]。
- 24日
  -  中華民国の中央銀行が政策金利を0.125%引き下げ、1.5%とした[71]。
  -  日本の厚生労働省は1月の実質賃金確報値が前年比横ばいと発表した。所定内給与は0.1％減[72]。
  -  ドイツの連邦統計庁は2015年の実質賃金が前年比2.4%増と発表した。７年ぶりの上昇幅[73]。
- 25日
  -  アメリカ合衆国の商務省は2015年10-12月期の国内総生産確報値が前期比1.4%増と発表した[74]。
  -  日本の総務省は2月の生鮮食品を除いた消費者物価指数(コアCPI)が前年比横ばいと発表した[75]。
  -  ミャンマー初となる証券取引所ヤンゴン証券取引所が大和総研、日本取引所グループの支援で開設、取引開始[76]。
- 29日 -  日本の総務省は2月の閏年調整後の実質消費支出が前年比1.5%減と発表した[77]。

### 4月
- 1日
  -  日本の中央銀行が金融機関保有株式の売却を行わない期限切れ[78][79]。
  -  日本において電気事業法改正で電力完全自由化[80]。これにより一般電気事業者（いわゆる電力会社10社[81]）以外の小売電気事業者の営業が本格的にスタート。
  - 食肉加工メーカーの伊藤ハムと米久が共同持株会社「伊藤ハム米久ホールディングス」を設立し、経営統合[82][83]。
  - 大阪の第二地方銀行の大正銀行と、香川銀行・徳島銀行を傘下に置くトモニホールディングス（高松市）と経営統合、株式交換により大正銀がトモニHD傘下に入る形での統合となる[84]。
  - 北海道のコンビニエンスストア大手・セイコーマート、「株式会社セコマ」に商号変更。
  - 福岡県のラテ兼営放送局・RKB毎日放送が全国で7番目となる認定放送持株会社に移行し、「RKB毎日ホールディングス」に商号を変更、分割準備会社の商号を「（新）RKB毎日放送」に変更して放送事業・放送免許を旧社から継承[85][86][注釈 1]。
  - 株式会社TBSラジオ&コミュニケーションズ（呼称：TBSラジオ）が商号・社名を「株式会社TBSラジオ」に変更。これにより、同局の対外呼称・呼出名称・社名が統一される[87]。
  - 横浜銀行と東日本銀行が新設する共同持ち株会社「コンコルディア・フィナンシャルグループ」の傘下に入り経営統合。両行はそのまま存続し、名前も残る[88]。
  - 東京都民銀行と八千代銀行を傘下に置く東京TYフィナンシャルグループと、新銀行東京が経営統合[89][90]。
  - 九州旅客鉄道（JR九州）が、改正JR会社法の施行により、本州以外の旅客鉄道会社としては初めて同法の適用から外れ、同法の制約を受けずに経営ができるようになる[91]。
  -  ロシアの連邦国家統計局は2015年10-12月期の国内総生産が前年同期比3.8%減と発表した。通年では前年比3.7%減[92]。
- 4日 - 日銀は3月末の資金供給量が過去最高の375.7兆円となったと発表した[93]。
- 5日
  -  インドネシアの中央銀行は政策金利(レポ金利)を0.25%引き下げ6.5%とした[94]。
  -  日本の厚生労働省は2月の実質賃金速報値が前年比0.4%増と発表した。所定内給与は0.6%増[95]。
  - 日銀は2015年10-12月期の需給ギャップがマイナス0.25%と発表した[96]。
- 8日 -  日本の財務省は2月の経常収支が2兆4349億円の黒字と発表した[97]。
- 13日 - 大手コンビニチェーンのローソンと南関東を地盤とするコンビニ中堅のスリーエフは、資本業務提携の契約を結んだことを発表。その上で、ローソンはスリーエフの株式を最大5％ほど取得し、商品の共同開発や仕入れなどで提携する[98]。
- 15日 - G20の財務大臣・中央銀行総裁会議は国際的な課税逃れを阻止するため連携を強化するとの声明を発表した[99]。
- 19日 -   国際連合、国際通貨基金、世界銀行、経済協力開発機構などが租税回避防止機構を創設すると発表した[100]。
- 20日
  - （報道発表日）三菱自動車の燃費試験でデータを不正操作事件[101]。
  -  日本の長期金利がマイナス0.135%になった。3月18日の過去最低と並んだ[102]。
- 27日 -  オーストラリアの連邦統計局は1-3月期消費者物価指数が前期比で0.2％のマイナスとなったと発表した[103]。
- 28日
  -  日本の総務省は実質消費支出が前年比マイナス5.3%になったと発表した[104]。
  -  アメリカ合衆国の商務省は1-3月期実質国内総生産(速報値)が前期比で0.5％の増加となったと発表した[105]。
  -  ドイツの連邦統計庁は消費者物価指数が前年比0.3%のマイナスとなったと発表した[106]。
- 29日 - 欧州連合統計局は1-3月期域内総生産が前期比で0.6％の増加となったと発表した[107]。

### 5月
- 3日 -  オーストラリアの中央銀行は政策金利を0.25%引き下げ過去最低の1.75%とした[108]。
- 4日 -  インドネシア統計局は1-3月期国内総生産が前年比で4.92％の増加となったと発表した[109]。
- 6日 - 日銀は4月末の資金供給量が過去最高の386.2兆円となったと発表した[110]。
- 7日 - パナマ文書を提供した人物は「租税と権力の不均衡が『革命につながる』ことは歴史が示してきた」との声明を発表した[111]。
- 10日 - 福岡県を拠点とする地方銀行の西日本シティ銀行が、金融持株会社「西日本フィナンシャルホールディングス（FH）」を10月3日に設立し、持株会社制に移行すると発表[112]。
- 9日 -  日本の厚生労働省は3月の実質賃金速報値が前年比1.4%増と発表した。所定内給与は0.4%増[113]。
- 12日
  -  日本の財務省は3月の経常収支が2兆9804億円の黒字と発表した。9年ぶりの黒字額[114]。
  - 日産自動車、燃費改ざん問題の渦中にある三菱自動車工業の株式の34％を取得し、筆頭株主になることで基本合意したと発表、三菱自工が事実上日産の傘下に入ることが決定[115]。
- 13日
  - 欧州連合統計局は1-3月期域内総生産(改定値)が前期比で0.5％増と発表した[116]。
  -  香港の1-3月期域内総生産が前期比で0.4％減と発表された[117]。
- 18日 - スズキ、国内で販売している全車種の燃費データについて、6年前から決められた方法で算定せず、不正に測定していたと発表[118]。
- 20日
  - 経済協力開発機構は2016年の国内総生産が前年比で1.8％増と発表した[119]。
  -  日本の厚生労働省は2015年度の実質賃金確報値が前年比0.1%減と発表した。所定内給与は0.3%増[113]。
- 26日 -  イギリスの統計局は1-3月期国内総生産(改定値)が前期比で0.4％増と発表した[120]。
- 27日
  -  アメリカ合衆国の商務省は1-3月期国内総生産(改定値)が前期比で0.8％増と発表した[121]。
  - 日銀は4月の生鮮食品とエネルギーを除いた消費者物価が前年比で0.9％増と発表した[122]。

### 6月
- 1日 -  ブラジルの1-3月期国内総生産が前期比で5.4％減と発表された[123]。
- 2日 - 日銀は5月末の資金供給量が過去最高の386.7兆円となったと発表した[124]。
- 3日 -  日本の厚生労働省は4月の実質賃金(速報)が前年比0.3%増と発表した。所定内給与は0.2%増[125]。
- 8日
  -  日本の内閣府は2015年1-3月期の実質GDP(2次速報)が年率プラス1.9%と発表した[126]。
  -  日本の財務省は4月の経常収支が1兆8745億円の黒字と発表した。22か月連続の黒字[127]。
- 9日 -  韓国の中央銀行は政策金利を0.25%引き下げ過去最低の1.25%とした[128]。
- 10日
  -  ロシアの中央銀行は政策金利を0.5%引き下げ10.5%とした[129]。
  -  日本の長期金利が過去最低の、マイナス0.155％になった[130]。
- 14日 -　 日本JTBで約800万人の個人情報流出[131]。
- 24日
  -  イギリスは欧州連合からの離脱を問う国民投票の結果、離脱派が勝利した。キャメロン首相は「辞任の意向」を発表した[132]。
  -  日本の長期金利が過去最低の、マイナス0.215％になった[133]。
  - ポンド/ドルが31年ぶりのポンド安、1.3229ドルになった[134]。
  - ドル/円が2年7か月ぶりのドル安、90円になった[135]。
  - ポンド/ユーロが2年ぶりのユーロ高、0.8172ポンドになった[134]。
  - 金先物が2年ぶりの高値、1362.60ドルになった[136]。
  - 世界の株式時価総額が1日で約3.3兆ドル(約330兆円)消失した[137]。
- 27日 - ポンド/ドルが31年ぶりのポンド安、1.3122ドルになった[138]。
- 28日 -  アメリカ合衆国の商務省は1-3月期国内総生産(確報値)が前期比で年率1.1％増と発表した[139]。
- 30日
  -  中華民国の中央銀行は政策金利を0.125%引き下げ1.375%とした[140]。
  -  メキシコの中央銀行は政策金利を0.5%引き上げ4.25%とした[141]。

### 7月
- 1日
  -  日本の長期金利が過去最低の、マイナス0. 255％になった[142]。
  -  日本の総務省は5月の実質消費支出が前年比1.1%減と発表した[143]。
- 4日 - 日銀は6月末の資金供給量が過去最高の403.9兆円となったと発表した[144]。
- 5日
  -  スイスの50年債金利が過去最低の、マイナス0. 003％になった[145]。
  - ポンド/ドルが31年ぶりのポンド安、1.3000ドルになった[146]。
- 8日
  -  日本の長期金利が過去最低の、マイナス0. 300％になった[147]。
  -  アメリカ合衆国の長期金利が過去最低の、1.36％になった[148]。
  -  日本の厚生労働省は5月の実質賃金(速報)が前年比0.2%増と発表した。所定内給与は0.1%減[149]。
  -  日本の財務省は5月の経常収支が1兆8091億円の黒字と発表した。23か月連続の黒字[150]。
- 13日 -  マレーシアの中央銀行は政策金利を0.25%引き下げ3%とした[151]。
- 15日 -  中国の国家統計局は4-6月期国内総生産が前年比で年率6.7％増と発表した[152]。
- 20日 - 欧州中央銀行は5月のユーロ圏経常収支が季節調整後で308億ユーロの黒字と発表した[153]。
- 27日
  -  イギリスの統計局は4-6月の実質国内総生産(速報値)が前期比0.6％増と発表した。前年比では2.2%増[154]。
  -  オーストラリアの連邦統計局は4-6月の消費者物価指数は前年比1.0％増と発表した。17年ぶりの低水準[155]。
- 29日
  -  アメリカ合衆国の商務省は4-6月の国内総生産(速報値)が前期比1.2％増と発表した[156]。
  -  メキシコの国家統計地理情報局は4-6月の国内総生産(速報値)が前期比0.3％減と発表した[157]。
  -  中華民国の行政院主計総処は4-6月の域内総生産(速報値)が前年比0.69％増と発表した[158]。
  - 欧州連合統計局は4-6月の域内総生産(速報値)が前期比0.3％増と発表した。前年比では1.6％増[159]。
  -  日本の総務省は6月の実質消費支出が前年比2.2%減と発表した[160]。
  -  日本の総務省は6月の生鮮食品を除いた消費者物価指数(コアCPI)が前年比0.5%減と発表した[161]。
  - 欧州銀行監督機構は銀行健全性審査を発表した。モンテ・デイ・パスキ・ディ・シエナ銀行の中核的自己資本比率が-2.44%で同行の再建案が発表された[162]。

### 8月
- 1日 - トヨタ自動車が、トヨタグループのダイハツ工業を完全子会社化[23]。
- 2日
  -  オーストラリアの中央銀行は政策金利を0.25%引き下げ過去最低の1.5%とした[163]。
  - 日銀は7月末の資金供給量が過去最高の403.9兆円となったと発表した[164]。
- 4日 -  イギリスの中央銀行は政策金利を0.25%引き下げ過去最低の0.25%とした[165]。
- 5日 -  インドネシア統計局は4-6月期国内総生産が前年比で5.18％増と発表した[166]。
- 8日 -  日本の財務省は6月の経常収支が9744億円の黒字と発表した。24か月連続の黒字[167]。
- 11日
  -  ロシア統計局は4-6月期国内総生産(速報値)が前年比で0.6％減と発表した[168]。
  -  ニュージーランドの中央銀行は政策金利を0.25%引き下げ過去最低の2%とした[169]。
- 12日
  -  ドイツ統計庁は4-6月期国内総生産(速報値)が前年比で3.1％増と発表した[170]。
  -  香港当局は4-6月期域内総生産が前年比で1.6％増と発表した[171]。
- 15日  -  日本の内閣府は4-6月期国内総生産(速報値)が前期比で0.048％増と発表した[172]。
- 18日 -  モンゴルの中央銀行は政策金利を4.5%引き下げ過去最低の15%とした[173]。
- 19日 -  中華民国の台湾主計処は4-6月の域内総生産(改定値)が前年比0.70％増と発表した[174]。
- 26日
  -  アメリカ合衆国の商務省は4-6月の国内総生産(確定値)が前期比1.1％増と発表した[175]。
  -  イギリスの統計局は4-6月の国内総生産(改定値)が前期比0.6％増と発表した[176]。
- 31日 -  韓国の海運最大手韓進海運が経営破綻した[177]。

### 9月
- 1日
  -  日本の財務省は2015年度末の企業内部留保が377兆8689億円と発表した。４年連続過去最高[178]。
  -  日本の財務省は2015年度の労働分配率が66.1%と発表した。8年ぶりの低水準[179]。
  - ファミリーマートとユニーグループ・ホールディングスが合併され「ユニー・ファミリーマートホールディングス」発足。その後3年間をかけて、コンビニ事業はサークルK・サンクスがファミリーマートに屋号を一本化し、「サークルK」「サンクス」の屋号は消滅[180]。
  - 山崎製パンの子会社、ヤマザキナビスコがモンデリーズ・インターナショナル（旧：ナビスコ）とのライセンス契約を終了、社名をヤマザキビスケットに変更[181]。
  - ローソンとスリーエフの合弁会社『ローソン・スリーエフ』発足（完全子会社として設立と同時に株式30％をローソンに譲渡、スリーエフ70％出資となる）。関東1都3県におよそ540店舗ある「スリーエフ」のブランドは維持される一方で、約90店舗を分離し、屋号を「ローソン・スリーエフ」に転換するとともに、当該店舗の資産・権利・義務の一部を吸収分割でローソンに譲渡[98]。
- 2日
  -  韓国の中央銀行は4-6月の国内総生産(改定値)が前期比0.8％増と発表した[182]。
  - 日銀は8月末の資金供給量が過去最高の404.5兆円となったと発表した[183]。
- 7日
  - 三越伊勢丹ホールディングスが、傘下企業三越伊勢丹運営の百貨店、三越千葉店と三越多摩センター店の2店舗を2017年3月20日で閉店することを発表[184][185]。
- 2日
  -  日本の厚生労働省は7月の実質賃金が前年比2.0％増と発表した。所定内給与は0.4%増[186]。
  -  韓国の中央銀行は8月末の外貨準備高が過去最高の3754.6億ドルとなったと発表した[187]。
- 6日 -  スイスの経済省は4-6月の国内総生産が前期比0.6％増と発表した[188]。
- 7日 -  オーストラリアの連邦統計局は4-6月の国内総生産が前年比3.3％増と発表した[189]。
- 8日 -  日本の財務省は7月の経常収支が1兆9382億円の黒字と発表した。25か月連続の黒字[190]。
- 14日 -  ニュージーランドの統計局は4-6月の経常収支が実質9.45億NZドルの赤字と発表した。前期は11.8億NZドルの黒字[191]。
- 16日 -  ロシアの中央銀行は政策金利を0.5%引き下げ10%とした[192]。
- 19日 - 欧州中央銀行は7月のユーロ圏経常収支が季節調整後で210億ユーロの黒字と発表した。6月は295億ユーロの黒字[193]。
- 22日 -  インドネシアの中央銀行が政策金利を0.25%引き下げ、5%とした[194]。
- 23日
  -  オランダの統計局は4-6月の国内総生産(確報値)が前期比0.6％増、前年比2.3％増と発表した[195]。
  -  フランスの国立統計経済研究所は4-6月の国内総生産(確報値)が前期比0.1％減と発表した[196]。
- 29日
  -  メキシコの中央銀行が政策金利を0.5%引き上げ、4.75%とした[197]。
  - 石油輸出国機構は8年ぶりに減産合意した[198]。
- 30日
  -  イギリスの統計局は4-6月期国内総生産(確定値)が前期比で0.7％増、経常収支は287億ポンドの赤字と発表した[199]。
  -  日本の総務省は8月の消費支出が前年比で4.6％減と発表した[200]。

### 10月
- 1日 - 常陽銀行と足利銀行を中心に持つ足利ホールディングスが経営統合[201]、「めぶきフィナンシャルグループ」が発足[202]。
- 3日 - 西日本シティ銀行らを傘下に持つ『西日本フィナンシャルホールディングス』発足[203]。
- 月内 - 第一生命保険とそのグループ会社が持株会社に転向[204]。
- 4日
  -  インドの中央銀行が政策金利を0.25%引き上げ、6.25%とした[205]。
  -  韓国の中央銀行は8月の経常収支が55.1億ドルの黒字と発表した。黒字は54カ月連続[206]。
  - 日銀は9月末の資金供給量が過去最高の412.8兆円となったと発表した[207]。
- 6日  -  国際連合の人権理事会は租税回避地にある個人資産が7兆～25兆ドルとの推計を発表した[208]。
- 7日
  -  日本の厚生労働省は実質賃金が前年比0.5%増と発表した。所定内給与は0.5%増[209]。
  - ポンド/ドルが31年ぶりのポンド安、1.1378ドルになった[210]。
- 11日 -  日本の財務省は8月の経常収支が2兆0008億円の黒字と発表した[211]。
- 19日 -  ブラジルの中央銀行が政策金利を0.25%引き上げ、14%とした[212]。
- 20日
  -  インドネシアの中央銀行が政策金利を0.25%引き上げ、4.75%とした[213]。
  - 欧州中央銀行は8月の経常収支が季節調整前で236.0億ユーロの黒字と発表した[214]。
- 28日
  -  アメリカ合衆国の商務省は7-9月の国内総生産(速報値)が年率換算で前期比2.9%増と発表した[215]。
  -  日本の総務省は9月の消費支出が前年比で2.1％減と発表した[216]。
- 31日
  - ヨーロッパ連合は7-9月のユーロ圏域内総生産(速報値)が実質で前期比0.3%増と発表した[217]。

### 11月
- 1日
  -  韓国の中央銀行は9月の経常収支(速報値)が82.6億ドルの黒字と発表した[218]。
  - 日銀は10月末の資金供給量が過去最高の417.6兆円となったと発表した[219]。
- 4日 -  中国国家外為管理局は7-9月の経常収支(速報値)が712億ドル黒字と発表した[220]。
- 7日 -  日本の厚生労働省は実質賃金が前年比0.9%増と発表した。所定内給与は0.4%増[221]。
- 9日 -  日本財務省は9月の経常収支(速報)が1兆8210億円の黒字と発表した。前年同月比で25.4％増[222]。
- 10日 -  ニュージーランドの中央銀行が政策金利を0.25%引き上げ、過去最低の1.75%とした[223]。
- 11日 -   マレーシアの中央銀行は7-9月の国内総生産が前年比4.3%増と発表した[224]。
- 14日 -  日本の内閣府は7-9月の国内総生産(1次速報)が前年比2.2%増と発表した[225]。
- 17日
  -  メキシコの中央銀行が政策金利を0.5%引き上げ、5.25%とした[226]。
  -  フィリピンの統計局は7-9月の国内総生産が前年比7.1%増と発表した[227]。
- 18日 - 欧州中央銀行は9月のユーロ圏経常収支が季節調整後で253.0億ユーロの黒字と発表した[228]。
- 23日 -  アメリカ合衆国の長期金利が1年4ヶ月ぶりの高水準、2.40％になった[229]。
- 24日 -  トルコの中央銀行が政策金利を0.5%引き上げ、8%とした[230]。
- 29日
  -  日本の総務省は10月の消費支出が前年比で0.4％減と発表した[231]。
- 30日
  -  ブラジルの中央銀行が政策金利を0.25%引き下げ、13.75%とした[232]。
  - 日銀は シンガポールの中央銀行と150億シンガポールドル/1.1兆億円規模の二国間通貨スワップ協定を締結したと公表した[233]。

### 12月
- 1日
  -  韓国の中央銀行は10月の経常収支(速報値)が47.2億ドルの黒字と発表した[234]。
  - ダウ工業株30種平均が過去最高の1万9191.93ドルとなった[235]。
- 2日 - 日銀は11月末の資金供給量が過去最高の419.8兆円となったと発表した[236]。
- 6日
  -  オーストラリアの連邦統計局は7-9月の経常収支(季節調整済み)が114億豪ドルの赤字と発表した[237]。
  -  ドナルド・トランプ次期米大統領とソフトバンクグループの孫正義社長がトランプ・タワーで会談し、同グループが今後4年間でアメリカで500億ドル（当時約5兆7000億円）を投資し、5万人の雇用を創出することで合意[238][239]。
- 7日 -  オーストラリアの連邦統計局は7-9月の国内総生産が前期比0.5%減と発表した[240]。
- 8日
  -  日本の内閣府は7-9月の国内総生産が前期比0.3％増と発表した[241]。
  -  日本の財務省は10月の経常収支が1兆7199億円の黒字と発表した[242]。
- 9日 - ダウ工業株30種平均が過去最高の1万9756.85ドルとなった[243]。
- 13日 - ダウ工業株30種平均が過去最高の1万9911.21ドルとなった[244]。
- 14日 -  アメリカ合衆国の中央銀行が政策金利を0.25%引き上げ、0.75%とした[245]。
- 15日  -  国際連合の国際労働機関は2015年の世界の実質賃金が前年比1.7％増と発表した[246]。
- 20日 - ダウ工業株30種平均が過去最高の1万9974.62ドルとなった[247]。
- 23日
  -  イギリスの統計局は7-9月の国内総生産(確報値)が前期比0.6％増と発表した[248]。
  -  イギリスの統計局は7-9月の経常収支が255億ポンドの赤字と発表した[249]。
- 27日  -  日本の総務省は11月の実質消費支出が前年比1.5%減と発表した[250]。

## 経済指標
|              | 始値      | 最安値              | 最高値               | 終値      |
| ------------ | --------- | ------------------- | -------------------- | --------- |
| 日経平均株価 | 18,818.58 | 14,864.01 (6月24日) | 19,592.9 (12月21日)  | 19,114.37 |
| NYダウ       | 17,405.48 | 15,897.82 (2月11日) | 19,987.63 (12月20日) | 19,762.60 |
| USD/JPY      |           |                     |                      |           |

## 企業の上場と上場廃止
- 上場(東証1)：6月29日 - コメダホールディングス[252]
- 上場(東証1)：7月15日 - LINE[253]
- 上場(東証1)：9月1日 - ダイユー・リックホールディングス[254]
- 上場(東証1)：10月3日 - 西日本フィナンシャルホールディングス[255]
- 上場(東証1)：10月25日 - 九州旅客鉄道[256]